# ハヌマーン
ハヌマーン（हनुमान् Hanumān）は、インド神話における神猿。風神ヴァーユが天女アンジャナーとの間にもうけた子とされる。ハヌマット（हनुमत् Hanumat）、ハヌマン、バジュランガバリ、アンジャネーヤ（アンジャナーの息子）とも。名前は「顎骨を持つ者」の意。変幻自在の体はその大きさや姿を自在に変えられ、空も飛ぶ事ができる。大柄で顔は赤く、長い尻尾を持ち雷鳴のような咆哮を放つとされる。像などでは四つの猿の顔と一つの人間の顔を持つ五面十臂の姿で表されることもある。
顎が変形した顔で描かれる事が多いが、「果物と間違えて太陽を持ってこようとしてハヌマーンは天へ上り、インドラのヴァジュラで顎を砕かれてそのまま転落死した。ヴァーユは激怒して風を吹かせるのを止め、多くの人間・動物が死んだが、最終的に他の神々がヴァーユに許しを乞うた為、ヴァーユはハヌマーンに不死と決して打ち破られない強さ、叡智を与えることを要求した。神々はそれを拒むことができず、それによりハヌマーンが以前以上の力を持って復活した為にヴァーユも機嫌を良くし、再び世界に風を吹かせた。」という一説がある。

## ラーマーヤナでの記述
ヒンドゥー教の聖典ともなっている叙事詩『ラーマーヤナ』では、ハヌマーンは猿王スグリーヴァが兄ヴァーリンによって王都キシュキンダーを追われた際、スグリーヴァに付き従い、後にヴィシュヌ神の化身であるラーマ王子とラクシュマナに助けを請う。ラーマが約束通りにヴァーリンを倒してスグリーヴァの王位を回復した後、今度はラーマ王子の願いでその妃シータの捜索に参加する。そしてラークシャサ（仏教での羅刹）王ラーヴァナの居城、海を越えたランカー（島の意味。セイロン島とされる）にシータを見出し、ラーマに知らせる。それ以外にも単身あるいは猿族を率いて幾度もラーマを助けたとされており、その中でも最も優れた戦士、弁舌家とされている。

## 現在の民間信仰
今でも民間信仰の対象として人気が高く、インドの人里に広く見られるサルの一種、ハヌマンラングールはこのハヌマーン神の眷属とされてヒンドゥー教寺院において手厚く保護されている。中国に伝わり、『西遊記』の登場人物である斉天大聖孫悟空のモデルになったとの説もある。
福音館書店より『おひさまをほしがったハヌマン』として童話化されている。

## 意義と影響
中世になると、ハヌマーンはより重要な役割を果たすようになり、ラーマの理想的な帰依者（バクタ）として描かれるようになった。ハヌマーンの生き方、献身、強さは、インドの力士たちにインスピレーションを与えた。
ハヌマーンの崇拝とその神学的意義は、『ラーマーヤナ』が書かれたずっと後、紀元後2千年頃に生まれた。その人気は、インド亜大陸にイスラム教が出現した後に高まった。彼はシャクティ（「力強さ、英雄的なイニシアチブ、自己主張」）とバクティ（「個人的な神ラーマへの愛と感情的な献身」）の完璧な組み合わせと考えられている。レスラーだけでなく、他の格闘技の守護神でもある。彼は文法の才能に恵まれ、瞑想するヨギであり、勤勉な学者であったと言われている。彼は、節度、信念、大義への奉仕という人間的資質の模範である。
16世紀の詩人でハヌマーンを崇拝していたトゥルシダースは、ハヌマーンに捧げる40の詩（冒頭の2連と終わりの1連）を書いた。ハヌマーン・チャリサとして知られるこの詩は、ハヌマーンに完全に帰依して歌う者に解脱をもたらすと信じられている。
17世紀、インドの北部と西部では、ハヌマーンはイスラムの迫害と戦うための抵抗と献身の象徴となった。例えば、聖人バクティ詩人ラムダスは、ハヌマーンをマラーター民族主義とムガル帝国への抵抗の象徴として紹介した。
植民地時代とポスト植民地時代において、ハヌマーンは文化的象徴であり、シャクティとバクティの象徴的な理想的結合であり、ヒンドゥー教徒が自分たちの精神性と宗教的信念（ダルマ）を表現し実践する権利であった。政治団体や宗教団体は、彼の名前を冠したり、バジュラン（Bajrang）のような彼の同義語にちなんだ名前をつけている。政治的なパレードや宗教的な行進では、ハヌマーンに扮した男たちが、クリシュナ神のゴーピ（乳母）に扮した女たちとともに、自分たちの伝統、文化、宗教的信念に対する誇りと権利を表現する。

## ギャラリー

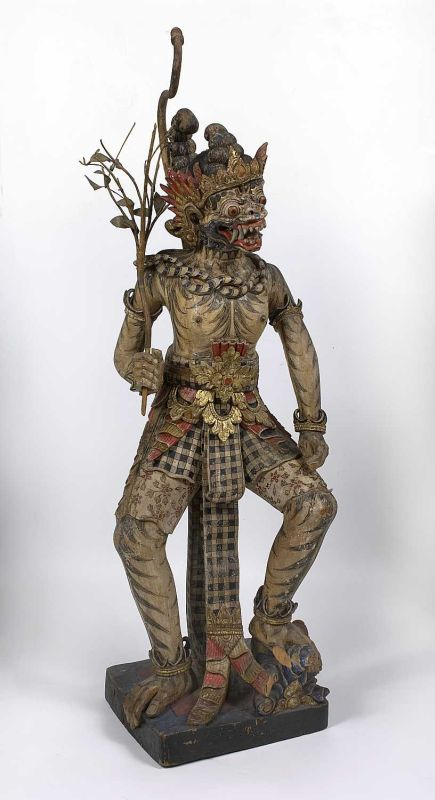
ハヌマーン木像。（インドネシア、バリ島）
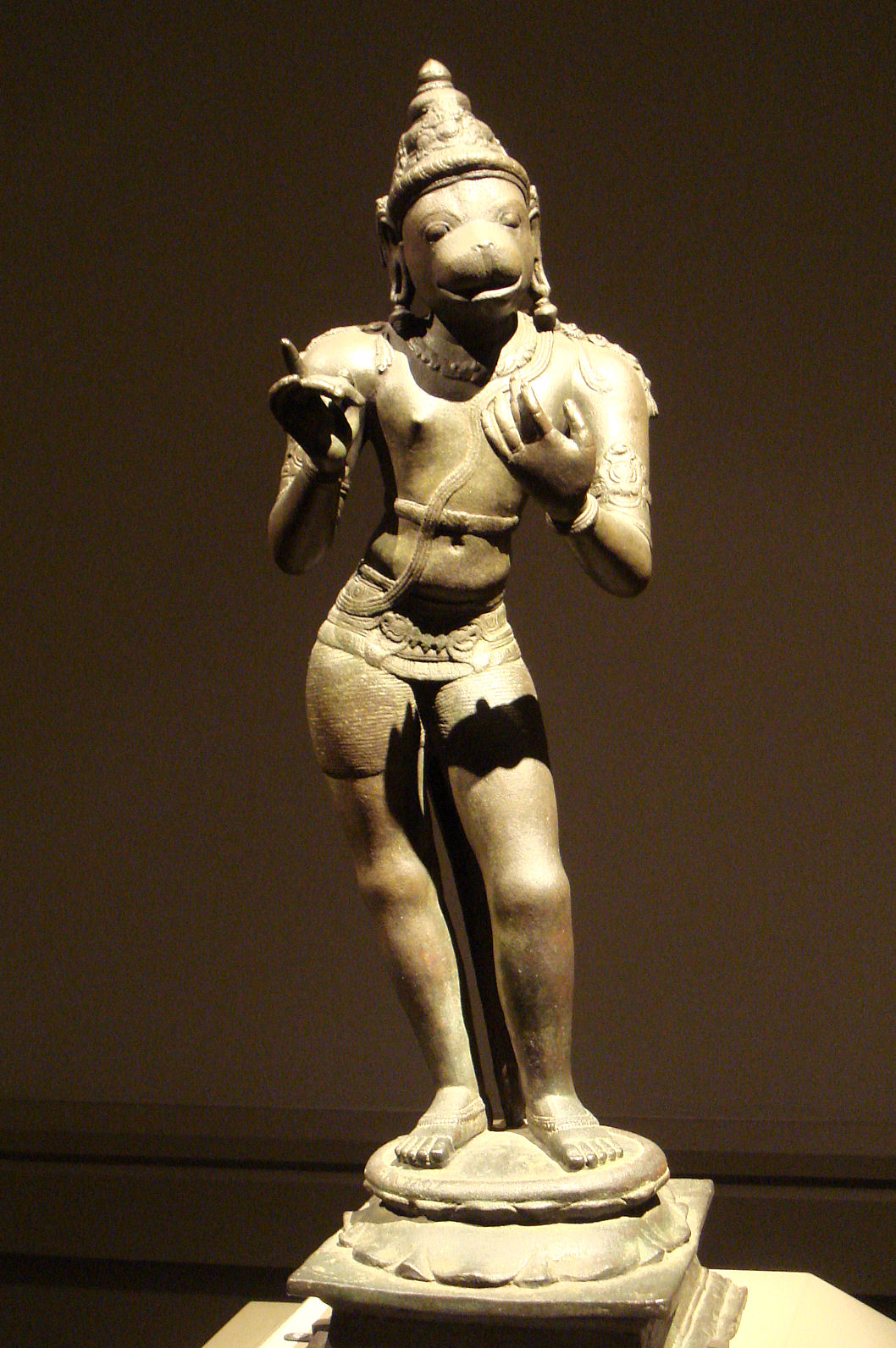
ハヌマーン立像。（チョーラ朝・11世紀）
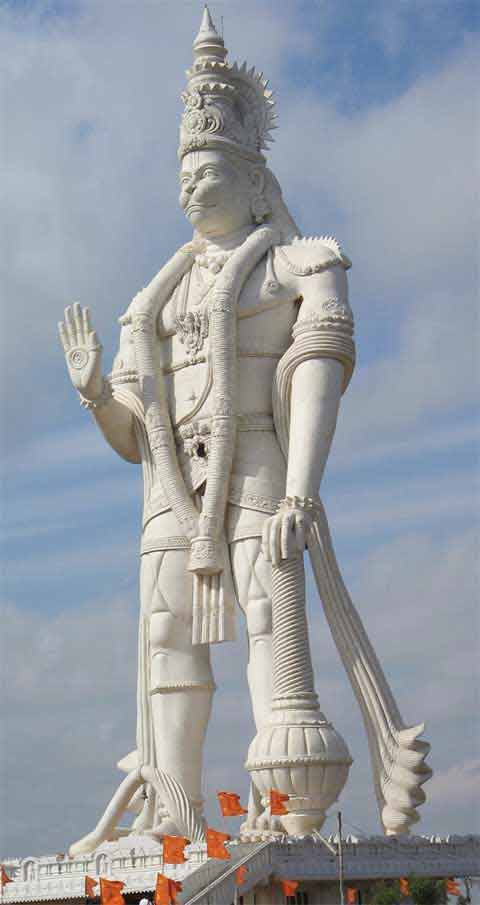
41mもあるハヌマーンのモニュメント。（インド、アーンドラ・プラデーシュ州）
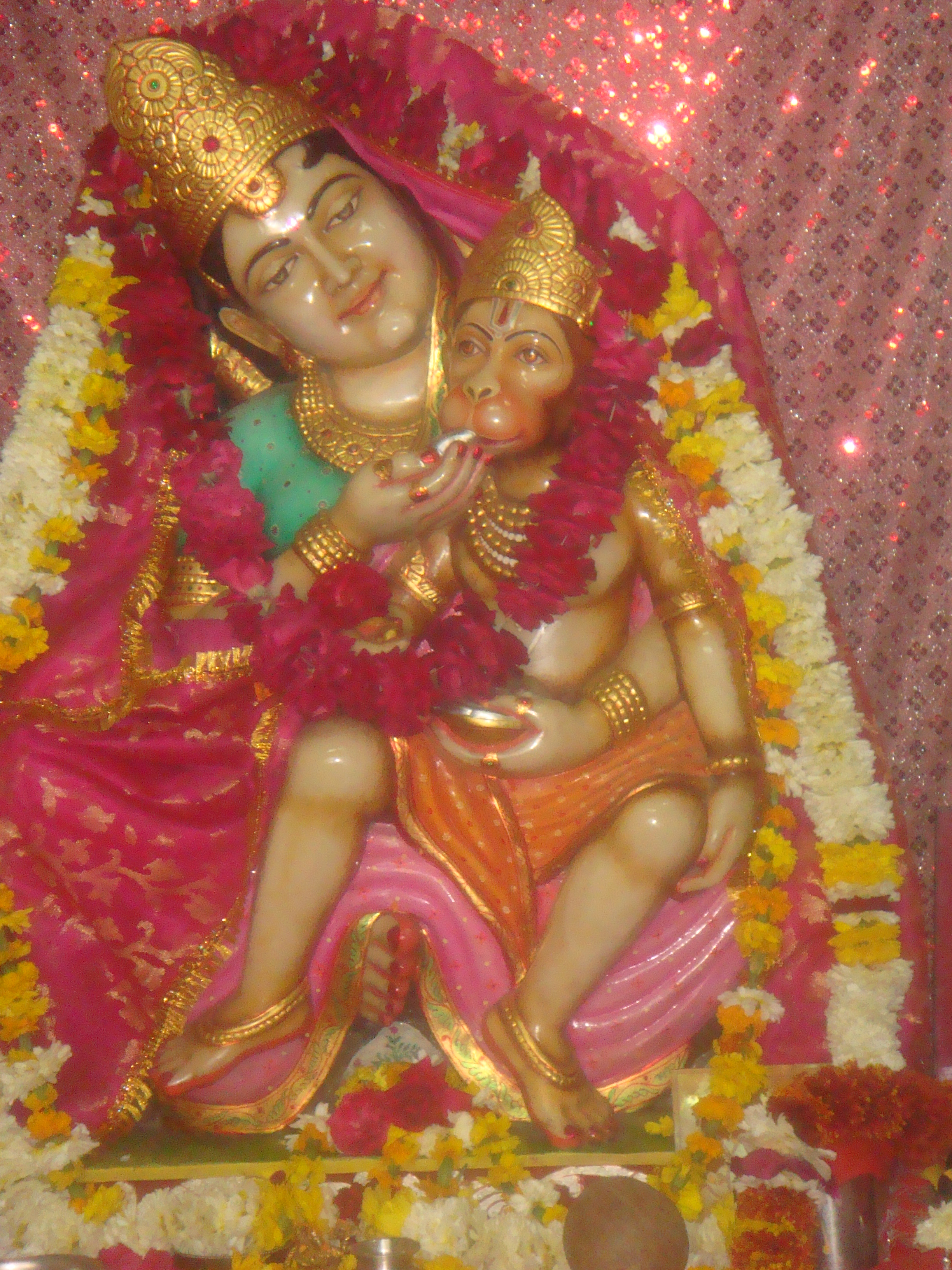
ハヌマーンと母アンジャニの神像。
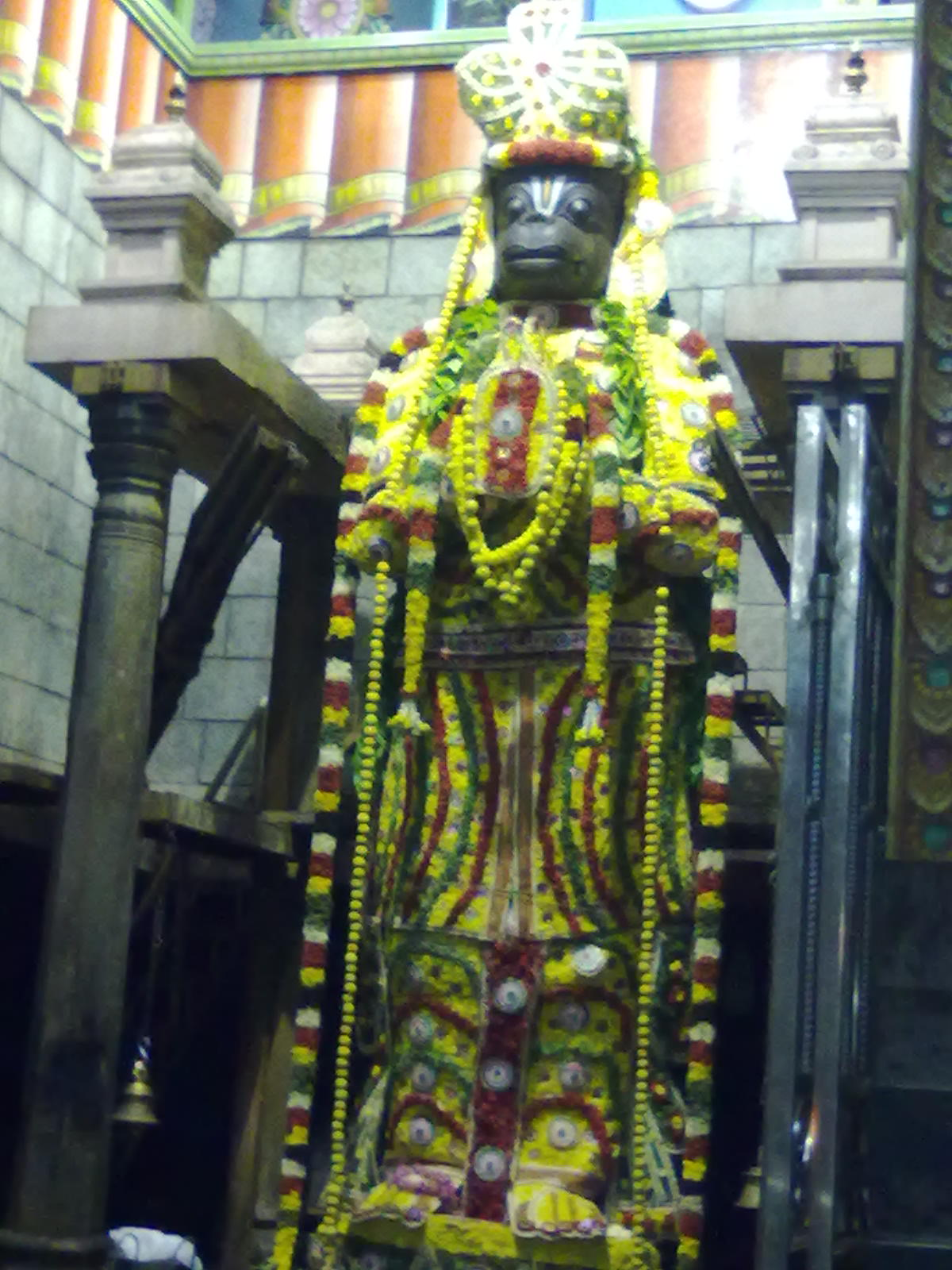
花で飾られたハヌマーン。（インド、タミル・ナードゥ州）
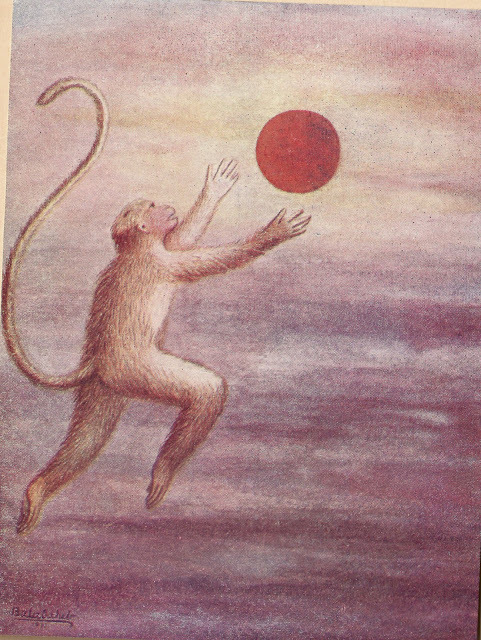
ハヌマーンが太陽を果物と見間違える場面。
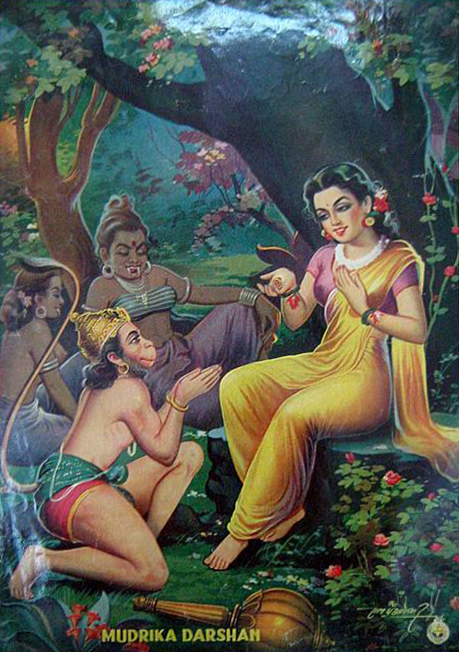
ハヌマーンがアショカの森でシーター妃を見つけ、ラーマ王子の指輪を見せる場面。
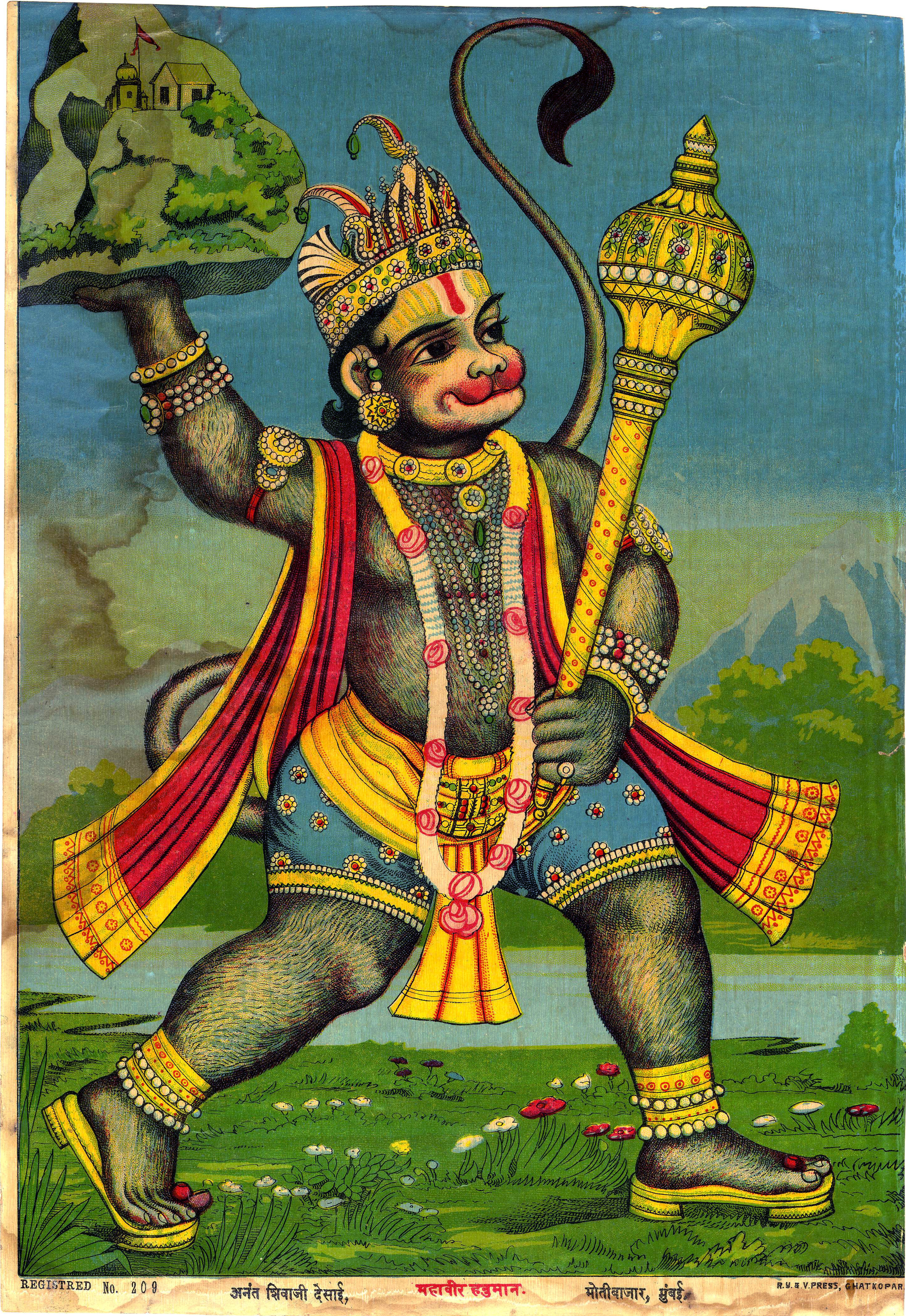
ハヌマーンがラーマの弟のため薬草のある山を届ける場面。
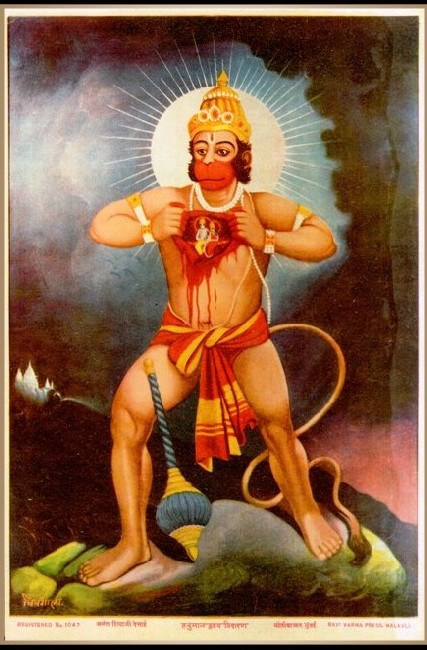
ハヌマーンが胸を引き裂き、中のラーマとシータの像を示す場面。
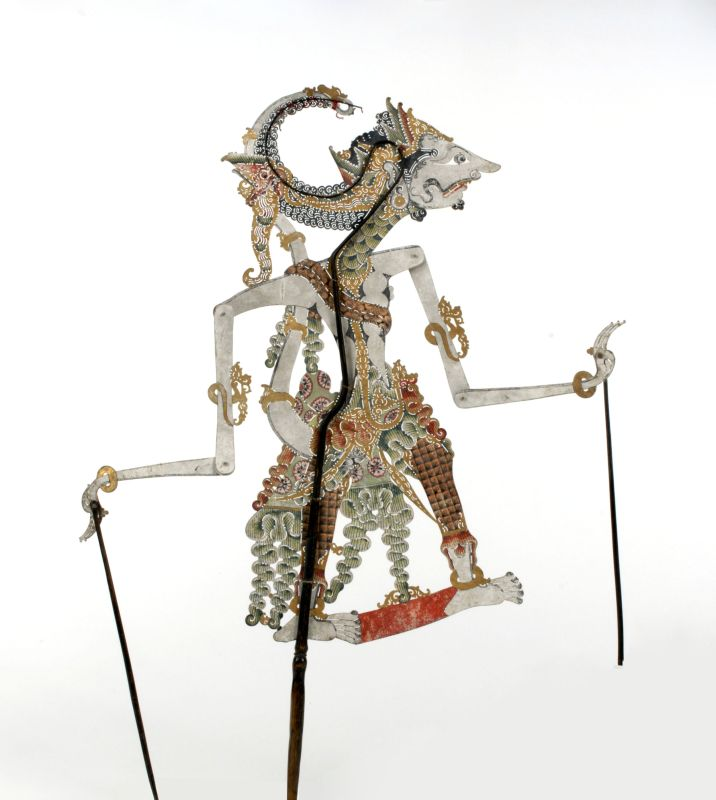
ワヤン・クリ《影絵芝居》のハヌマーン。（インドネシア）